# Wilson Rodrigues de Moura Júnior
Wilson Rodrigues de Moura Júnior, conhecido simplesmente como Wilson (Santo André, 31 de janeiro de 1984), é um ex-futebolista brasileiro que atuava como goleiro. Aposentou-se como atleta no dia 4 de março de 2024 em seu clube de maior destaque, o Figueirense.

## Carreira

### Início
Após quase dez anos nas categorias de base do Flamengo, se profissionalizou no clube em 2005. Teve rápidas passagens por Portuguesa-RJ e Olaria, ambos do Rio de Janeiro, e chegou ao Figueirense no início de 2007, inicialmente por empréstimo.

### Figueirense
Estreou no clássico contra o Avaí, vencido pelo alvinegro por 3 a 0. Devido às suas grandes atuações, tornou-se rapidamente um dos grandes ídolos recentes da torcida do Figueira. Chegou a marcar inclusive três gols com a camisa do Figueirense, dois de pênalti e um de falta. Wilson passou por bons e maus momentos o clube, mas sempre contou com o apoio da torcida, que sempre acreditou no seu potencial, e viu o goleiro ser um dos principais protagonistas na campanha do retorno à Série A em 2011.
Após um entrevero judicial com o clube por conta de três meses de salários atrasados, Wilson rescindiu seu contrato com o Figueirense em fevereiro de 2013, somando mais de 300 partidas pelo clube no total, e superando a marca do também goleiro e ex-treinador Peçanha, que fez 304 jogos. Como atleta, ocupa a quinta colocação dentre os recordistas, ficando atrás apenas de Pinga (483), Casagrande (430), Fernandes (403) e Balduíno (335).
Alguns dias depois, mais precisamente em 25 de fevereiro de 2013, Wilson fechou com o Vitória para a temporada.

### Vitória
No dia 25 de fevereiro de 2013, Wilson foi anunciado como novo reforço do Vitória. Inicialmente contratado para ser o reserva do goleiro Deola (que tinha grande identificação com a torcida e com o clube), Wilson fez sua estréia no empate sem gols contra o Salgueiro pela segunda fase da Copa do Brasil, onde o Leão poupou alguns jogadores titulares.
No entanto, a melhor chance de Wilson com a camisa do Vitória veio no dia 18 de Maio, um dia antes do Ba-Vi decisivo da grande final do Campeonato Baiano, quando o goleiro Deola se contundiu durante um treinamento.  Wilson estreou no 2 ª clássico Ba-Vi da Final empatando em 1 x 1. Quando o Vitória venceu o Bahia pelo placar de 7 x 3 o titular ainda era o Deola no 1º Ba-Vi da Final do Campeonato Baiano de 2013. Assim, tornou-se Campeão Baiano ao empatar o clássico por 1 x 1 no Barradão.  
No Brasileirão Wilson foi mais além. O arqueiro rubro-negro foi um dos destaques do Vitória e do campeonato, sendo o goleiro com mais defesas difíceis, 81 no total. Wilson bateu também o recorde de partidas, superando Elkeson que havia feito 34 jogos, e se tornando o jogador que mais vestiu a camisa do Vitória em uma mesma edição de Campeonato Brasileiro desde 2003, quando o campeonato começou a ser disputado por pontos corridos.

### Coritiba
Em 18 de junho de 2015, Wilson foi contratado pelo Coritiba para a disputa da Série A do Campeonato Brasileiro.
Wilson em Noite heróica defendeu dois pênaltis, e fez um gol, eliminando o Belgrano da Argentina na Copa Sul Americana 2016.
No ano seguinte, em 25 de fevereiro, Wilson foi protagonista num jogo do Campeonato Paranaense, contra o Rio Branco. No início do jogo, porém, havia sido vilão ao pegar com as mãos uma bola, para ele chutada pelo atacante adversário, mas que na verdade foi recuada pelo seu próprio companheiro de equipe, falta que resultou no primeiro gol do Rio Branco. Já aos 51 minutos do segundo tempo, Wilson deixou sua meta e foi até a área adversária para, com um gol de cabeça, decretar o empate em 3 a 3. Um desfecho incomum e de redenção ao camisa 84 do Coxa. 
Na 31ª rodada do Brasileirão 2017, Wilson teve grande atuação contra o Sport na Ilha do Retiro. Wilson defendeu dois pênaltis de Diego Souza, e fez várias defesas difíceis, ajudando o coxa a vencer fora de casa por 4 a 3. Na vitória do coxa sobre o Avaí por 4 a 0 no Couto Pereira, a torcida pediu para Wilson cobrar a penalidade. E ele fez seu segundo gol pelo Coritiba, batendo forte no meio do gol. Contra o São Paulo fez mais um gol de pênalti, batendo com categoria no canto de Sidão. Mas não pode evitar a vitória de virada do tricolor. No ano de 2018 continuou ajudando o time com suas grandes defesas e fazendo gols, mas não o suficiente para reerguer o coxa novamente para série A.
Em 19 de janeiro de 2022, Wilson optou por rescindir seu contrato com o Coritiba.

### Atlético Mineiro
Em 3 de setembro de 2019, foi anunciada a transferência por empréstimo de Wilson para o Atlético Mineiro até o fim da temporada de 2019.

### Retorno ao Figueirense
No dia 26 de fevereiro de 2022, após a vitória do Figueirense no Clássico de Florianópolis, em cima do seu ríval Avaí, o clube através de suas redes sociais anunciou o retorno do goleiro depois de nove temporadas.
Durante a temporada de 2022, Wilson foi escolhido como capitão e batedor oficial de pênaltis da equipe.

## Aposentadoria
Em 4 de março de 2024, Wilson aposentou-se como o maior goleiro da história do Figueirense. Com passagens também por Coritiba, Vitória, Olaria, Flamengo, Portuguesa e Atlético-MG, disputou 781 partidas na carreira, sendo 373 no clube catarinense, onde esteve até 2023. Guarda-redes, mas também artilheiro, soma 19  gols (um de cabeça, um de falta e 17 de pênalti) na carreira.

## Títulos
Coritiba
- Taça Dionísio Filho: 2018
- Campeonato Paranaense: 2017

Vitória
- Campeonato Baiano : 2013

Figueirense
- Campeonato Catarinense: 2008

### Prêmios individuais
- Seleção do Campeonato Catarinense: 2008, 2010 e 2012
- 31ª rodada Brasileirão 2017: Sport e Coritiba - Melhor jogador da partida